# لولوماهی
لولوماهی (نام علمی: Carapidae) نام یک تیره از راسته روده‌سانان است.